# Гегемоний
Гегемоний или Псевдо-Гегемоний (лат. Hegemonius, др.-греч. Ηγεμόνιος) — христианин IV-го века, которому приписывают сочинение: «Acta disputationis Archelai episcopi Mesopotamiae et Manetis haeresiarchae», где в форме диспута между вымышленным епископом города Харран в римской Месопотамии Архелаем и еретиком Манесом (Мани) опровергается манихейское учение.
Традиционно приписываемое Гегемонию сочинение «Acta disputationis Archelai…», написанное в Сирии во второй четверти IV века — самый старый и самый значительный антиманихейский полемический текст. Первоначально составленный на греческом языке в IV веке, он сохранился, главным образом, в современном латинском переводе. Однако существенная часть греческой версии сохранилась в Панарионе Епифания Кипрского.
Это очень ценное историческое сочинение, в котором автор воспроизвёл подлинные манихейские сочинения и дал основу почти для всех греческих и латинских повествований об этой религиозной системе.
Эта работа оказала огромное влияние на антиманихейские труды, как поздней античности, так и средневековья.
Латинское издание Acta Disputationis Archelai, Episcopi Mesopotamia et Manetis Haresiarch было опубликовано Лоренцо Закканьи, библиотекарем Ватиканской апостольской библиотеки в Collectanea Mongorum veterum Ecclesiae graecae et latinae (Рим, 1698), опубликованной в 1906 году.